# Małgorzata Kidawa-Błońska
Małgorzata Maria Kidawa-Błońska, nacida Grabska (Ursus, 5 de mayo de 1957) es una política, productora de cine y socióloga polaca. Fue Mariscal del Sejm del 25 de junio de 2015 al 11 de noviembre de 2015 al final de la composición del octavo mandato de la cámara baja, después de lo cual fue votada como Mariscal Adjunto del noveno y décimo mandato, cada vez nominada por el partido opositor Plataforma Cívica, bajo la autoridad de Marek Kuchciński y Elżbieta Witek, respectivamente.

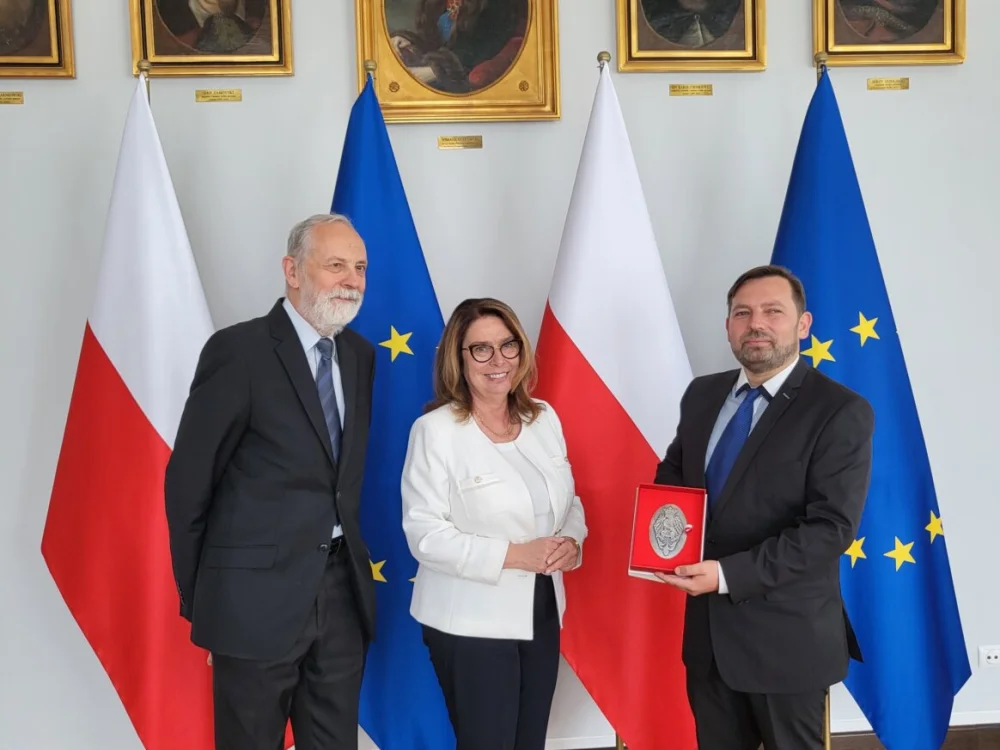
El Mariscal del Senado entrega la Medalla del Senado de la República de Polonia a David Jung

Kidawa-Błońska desempeñó funciones ministeriales, como la Secretaria de Estado en el Segundo Gabinete de Donald Tusk (2012–2014) y el Gabinete de Ewa Kopacz (2014–2015) y Portavoz de Prensa para ambos gabinetes en 2014 y 2015. Ella fue la candidata de Plataforma Cívica para primer ministro en las elecciones parlamentarias polacas de 2019, perdiendo ante el titular de Ley y Justicia Mateusz Morawiecki. En 2019, fue elegida candidata de la Plataforma Cívica para la Presidencia de Polonia para presentarse en las elecciones presidenciales polacas de 2020.
- Datos: Q6799370
- Multimedia: Małgorzata Kidawa-Błońska / Q6799370